# Corrie Hotel

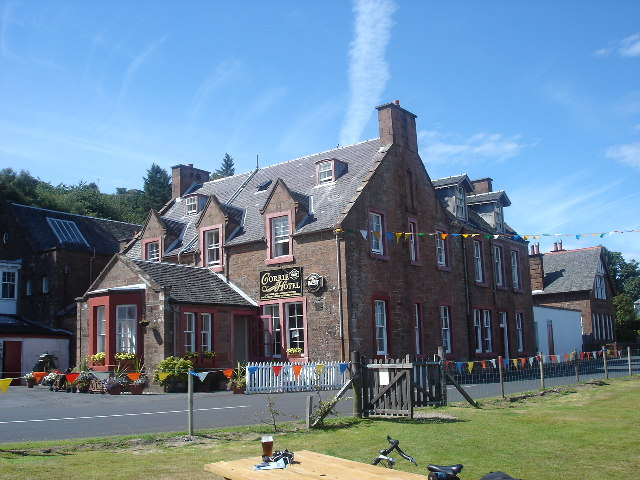
Corrie Hotel

Das Corrie Hotel ist ein Hotel in der schottischen Ortschaft Corrie auf der Insel Arran in der Council Area North Ayrshire. 1995 wurde das Bauwerk in die schottischen Denkmallisten in der Denkmalkategorie B aufgenommen.

## Beschreibung
Das Corrie Hotel wurde Mitte des 19. Jahrhunderts erbaut und 1899 erweitert. Das exakte Baujahr ist nicht verzeichnet. Das Gebäude liegt im Zentrum Corries direkt an der Küstenstraße A841. Im Norden grenzt das ebenfalls denkmalgeschützte Corrie House an. Das zweistöckige Gebäude besitzt ein ausgebautes Dachgeschoss. Das Mauerwerk besteht aus grob zu Quadern behauenem Sandstein, der teilweise bossiert ist. Alle Gebäudeteile schließen mit schiefergedeckten Dächern.
Der Eingangsbereich ist in einem einstöckigen Vorbau an der Südseite eingerichtet. Die Fassade ist drei Achsen weit. Die beiden Obergeschosse verfügen über Lukarnen beziehungsweise Dachfenster. Links schließt ein schmaler einstöckiger Gebäudeteil mit Zwillingsfenster und zwei Walmdachgauben an. Links daneben grenzt die Erweiterung von 1899 mit einem einstöckigen Vorbau mit Flachdach an, welcher den langjährigen Haupteingang kaschiert. Dieser Gebäudeteil ist etwas höher gelegen. Mit Ausnahme zweier schlichter Fenster im Erdgeschoss und einem Ochsenauge in der Giebelfläche ist die Fassade des Gebäudeteils fensterlos. Ungleich dem älteren Gebäude, sind die Fenster nicht mit Faschen abgesetzt. Die seeseitige Ostfassade ist drei Achsen weit und mit Sprossenfenstern gestaltet. Rechts schließt sich ein weiterer drei Achsen weiter Gebäudeteil mit zentraler Türe und Satteldachgauben an. Die Türe ist mit einem schlichten Kämpferfenster versehen.